# 치밥
치밥은 치킨과 밥의 합성어이다. 밥에 반찬으로 먹다 남은 치킨을 먹게 되면서 생긴 유행어이다.
"지코바치킨"의 양념치킨과 "밥"을 합친 치밥이 유명하다. 네네치킨은 봉구스밥버거를 인수한 뒤 밥버거와 치킨으로 치밥을 먹을 수 있는 복합 매장을 열었으며, 대한민국 KFC에서도 2017년에 치밥을 판매했다. 그리고 치밥을 변형시켜 치킨 마요를 만들기도 한다.